# Żurżawa (stacja kolejowa)
Żurżawa (biał. Журжава; ros. Журжево) – towarowa stacja kolejowa w miejscowości Witebsk, w obwodzie witebskim, na Białorusi.